# Arraba
Arraba (in arabo عرّابة‎?; in ebraico עַרָבָּה‎?) è una città di Israele, situata nel distretto Settentrionale, nella regione della Bassa Galilea, poco distante da Sakhnin e Deir Hanna. La popolazione è costituita da arabi palestinesi.

## Nome
Il nome si ipotizza che derivi dalla pronuncia della parola araba 'ala rabia (lett. "sulla collina") e in effetti la struttura urbana di questo paese è collocata su tre colline.

## Storia
La moderna città di Arraba viene identificata con un antico villaggio ebraico chiamato "Arab", menzionato negli scritti di Flavio Giuseppe nella forma greca Gabara e nella Mishnah e nel Talmud di Gerusalemme come Arab. Secondo la credenza comune nel I secolo la località sarebbe stata per svariati anni residenza del rabbino Jochanan Ben Zakkai.
Durante la prima guerra giudaica, Vespasiano saccheggiò la città, massacrandone la comunità ebraica. Si presume che il luogo sia stato insediato nuovamente da ebrei nel III-IV secolo, poiché la città è menzionata come luogo di residenza di uno dei corsi sacerdotali noto come Pethahiah, come riportato nell'iscrizione di Cesarea. Nel V e VI secolo d.C. la popolazione risultava cristiana, come testimonia il ritrovamento di una chiesa, distrutta tra la fine del VI e l'inizio del VII secolo.
A metà del XVII secolo in città si insediò la tribù araba musulmana dei Zayadina; nel XVIII secolo, Zahir al-Umar, sovrano autonomo della Galilea, pose ad Arraba la sua residenza. Il 30 marzo 1976 Arraba, insieme a Sakhnin e Deir Hanna, fu tra i luoghi protagonisti degli eventi del Giorno della Terra, simbolico della resistenza araba alle espropriazioni delle sue terre dalle autorità israeliane.

## Società
La popolazione è costituita da arabi, in stragrande maggioranza musulmani; risiedono in città anche alcune famiglie arabe cristiane, residuo di una comunità più vasta emigrata a Haifa nel tardo periodo ottomano.

## Monumenti e luoghi di interesse
Arabba ospita la tomba di Hanina Ben Dosa, studioso ebreo che visse nel villaggio durante la prima e seconda generazione successiva alla distruzione del Secondo Tempio.